# Linaeidea basilewskyi
Linaeidea basilewskyi là một loài bọ cánh cứng trong họ Chrysomelidae. Loài này được Daccordi miêu tả khoa học năm 1980.